# Eryx johnii
Espèce
Synonymes
- Boa johnii Russell, 1801
- Boa anguiformis Schneider, 1801
- Eryx maculatus Hallowell, 1848

Eryx johnii est une espèce de serpents de la famille des Boidae.

## Répartition
Cette espèce se rencontre en Iran, en Afghanistan, au Pakistan et en Inde.

## Description

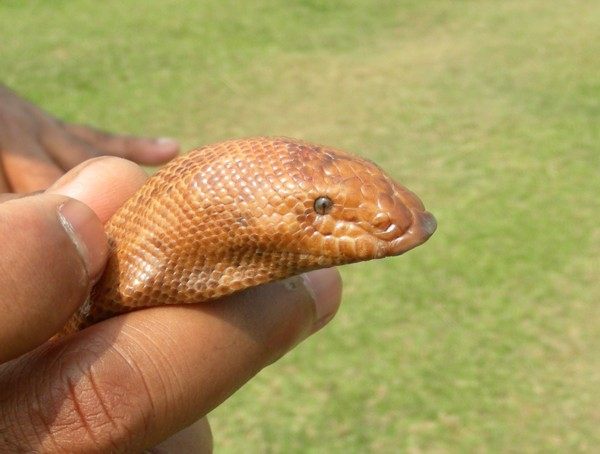
Eryx johnii

Ces serpents mesurent jusqu'à 90 cm.

## Liste des sous-espèces
Selon The Reptile Database (14 février 2014) :
- Eryx johnii johnii (Russell, 1801)
- Eryx johnii persicus Nikolski, 1907

## Étymologie
Cette espèce est nommée en l'honneur de Christoph Samuel John (1747-1813).

## Publications originales
- Russell, 1801 : A continuation of an account of Indian serpents: containing descriptions and figures from specimens and drawings, transmitted from various parts of India to the hon. Court of Directors of the East Indian Company. London, W. Bulmer and Co., vol. 2, p. 1-53.
- Nikolsky, 1907 "1905" : Reptiles et amphibiens recueillis (part.) M. N. A. Zarudny en Perse en 1903-1904. Annuaire du Musée Zoologique de l’Académie Impériale des Sciences de St. Petersbourg, vol. 10, p. 260-301.